# Atum

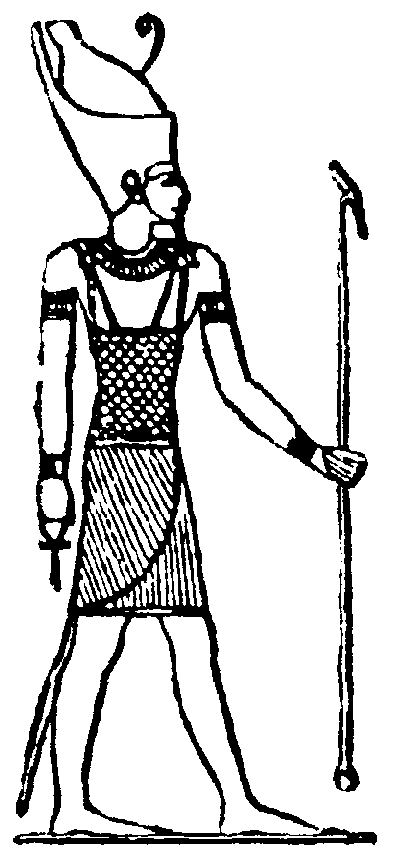
Atum

Atum az ősi istenek egyike az egyiptomi vallásban, a héliopoliszi napisten, gyakran lenyugvó napnak nevezték. Általában emberi alakban ábrázolták, fején a vöröslő napkoronggal vagy kettős koronával. A héliopoliszi isteni kilencség (enneád) teremtéstörténete szerint Atum teremtette Sut és Tefnutot. Az ő gyermekeik voltak Geb és Nut. Az ő gyermekük volt Ozirisz, Széth, Ízisz és Nebethet.
A szinkretizmus következtében alakja egybeolvadt több másik szoláris jellegű istenséggel, így Atum Ré napisten egyik alakja lett (reggel Heper vagy Hepri, délben Ré vagy Amon, este Atum alakjában jelenik meg). Csak a naplemente idejéig viseli az „Atum” nevet, mikor átlép az „alvilágba”, leveti emberi arcát, és kosfejjel folytatja éjjeli útját a Holtak Birodalmában.
A neve a „tem” szóból származik, ami annyit jelent, teljesség vagy befejezés. Ő „az egyetlen”, a világ befejezője. (Az ősi egyiptomiak szerint a világot nem kellett teremteni, az kaotikus formában ugyan, de mindig is létezett.) 